# Abdulah Gegić
Abdulah Gegić (en serbio cirílico: Абдулах Гегић; 19 de marzo de 1924 – 21 de junio de 2008), también puede aparecer escrito como Abdullah Gegiç, fue un futbolista y entrenador yugoslavo de origen bosníaco. Fue especialmente recordado por llevar al Partizan a la final de la Copa de Europa de 1966 y entrenar a las selecciones de Yugoslavia y Turquía.

## Trayectoria
Como futbolista, Gegić tuvo una carrera discreta y jugó en los equipos OFK Beograd y FK Mačva Šabac de la Primera Liga de Yugoslavia. Gegić comenzó su carrera de entrenador como entrenador de los clubes yugoslavos FK Bor, FK Sarajevo y FK Radnički Niš, y más tarde del equipo nacional sub-21 de Yugoslava, así como de la selección absoluta de Yugoslavia.
Su mayor éxito fue como entrenador del Partizan, donde llegó a la final de la Copa de Europa en 1966, donde cayó derrotado por 2-1 ante el Real Madrid. Fue nombrado el segundo mejor entrenador de Europa por la revista France Football. Posteriormente Gegić desarrolló toda su carrera como técnico en Turquía, donde adoptó la nacionalidad turca y comenzó a ser conocido por los locales como Abdullah Gegiç. En el fútbol otomano dirigió al Eskişehirspor, Beşiktaş J.K. (1972–1973), Fenerbahçe S.K. (1975–1976) y la selección de Turquía, entre otros.
El 4 de junio de 2008, con 84 años de edad, Gegić tuvo un derrame cerebral en Novi Sad y murió 17 días después de las consecuencias.